# Kassan
Kassan est une localité située dans le département de Tougan de la province du Sourou dans la région de la Boucle du Mouhoun au Burkina Faso.

## Géographie
Le village est traversé par la route nationale 21.

## Santé et éducation
La commune accueille un centre de santé et de promotion sociale (CSPS).